# Белая (приток Мсты)
Белая — река в Любытинском районе Новгородской области. Правый приток Мсты. Длина — 31 км. Площадь водосборного бассейна — 204 км².
Принадлежит бассейну Балтийского моря. Берёт начало в болотистой местности рядом с деревней Логиново Любытинского района. На территории посёлка городского типа Любытино впадает в реку Мста.
Русло извилисто. Наиболее заметные приток — Прикша (правый).
На берегах реки расположены деревни (от истока к устью) — Логиново, Новоселицы, Равна, Шереховичи, Замостье, Брод и посёлок городского типа Любытино.
В районе среднего течения реки Белая находится один из крупнейших в Европе археологических комплексов, в состав которого входят сотни погребальных курганов и сопок, городищ и селищ новгородских словен эпохи образования Древней Руси.